# Un début prometteur
Un début prometteur is een Franse film uit 2015 onder regie van Emma Luchini. De film ging in première op 27 augustus op het Festival du Film Francophone d'Angoulême.

## Verhaal
Martin is een ontgoocheld man en een alcoholist. Door de contacten met Gabriël, zijn jongere broer en een mysterieuze vrouw Mathilde, leert hij geleidelijk aan weer van het leven te genieten.

## Rolverdeling
| Acteur                | Personage        |
| --------------------- | ---------------- |
| Manu Payet            | Martin Vauvel    |
| Veerle Baetens        | Mathilde Carmain |
| Zacharie Chasseriaud  | Gabriël Vauvel   |
| Fabrice Luchini       | Francis Vauvel   |
| Jean-Michel Balthazar | Pierre           |
| Fred Scotlande        | Xavier           |
| Émilie Gavois-Kahn    | apotheker        |

## Prijzen en nominaties
De belangrijkste:
| Jaar | Prijs              | Categorie     | Genomineerde(n) | Uitslag  |
| ---- | ------------------ | ------------- | --------------- | -------- |
| 2016 | Magritte du cinéma | Beste actrice | Veerle Baetens  | Gewonnen |